# James Woods
James Howard Woods (Vernal, 18 aprile 1947) è un attore statunitense.

## Biografia
Nato a Vernal, nello Utah, è cresciuto a Warwick, nel Rhode Island. Suo padre, Gail Peyton Woods, era un ufficiale dell'intelligence dell'esercito che morì nel 1960 dopo un'operazione chirurgica di routine. La madre, Martha A. Smith, si risposò dopo la morte del marito. Dopo essersi iscritto alla Facoltà di scienze politiche presso il MIT, interruppe gli studi nel 1969 per dedicarsi alla carriera di attore.
Il suo primo ruolo importante è in I visitatori (1972) di Elia Kazan, ma il vero successo giunge quando recita da protagonista nel fantascientifico Videodrome di David Cronenberg (1983), un ruolo che permette a Woods di affermarsi come interprete carismatico. Indimenticabile la sua interpretazione di Max, nel capolavoro di Sergio Leone C'era una volta in America (1984), al fianco di Robert De Niro. Nel 1986 recita in Salvador di Oliver Stone, con James Belushi, cronaca dello stato di guerra civile di El Salvador, in cui interpreta un giornalista americano.
Negli anni novanta ha partecipato a film come Casinò di Martin Scorsese, Gli intrighi del potere - Nixon diretto da Oliver Stone e Un altro giorno in paradiso di Larry Clark. Da ricordare l'interpretazione del padre passivo e latitante di cinque sorelle nel drammatico Il giardino delle vergini suicide (1999) di Sofia Coppola. Ha partecipato ad alcuni film negli ultimi anni, in ruoli secondari o da coprotagonista, tra cui La figlia del generale, Scary Movie 2, John Q, con Denzel Washington, Pretty Persuasion, End Game e Straw Dogs, in cui interpreta il violento coach di football.
Ha spesso svolto il ruolo di doppiatore per film o serie TV d'animazione. Nella serie animata de I Griffin, James Woods è uno degli attori trasposti su schermo più ricorrenti. Appare nella quinta stagione della serie animata I Simpson episodio 13, dal titolo Homer e Apu, in cui, per immedesimarsi in un personaggio che dovrà interpretare in un film, prende il posto di Apu al Jet Market.
Nel videogioco Grand Theft Auto: San Andreas, presta la voce a Mike Toreno; è inoltre uno dei produttori esecutivi del thriller di Christopher Nolan Oppenheimer.

### Riconoscimenti
Ha ricevuto due candidature agli Oscar: nel 1987 come miglior attore protagonista per Salvador di Oliver Stone e nel 1996 come miglior attore non protagonista per L'agguato - Ghosts from the Past.
È stato candidato 8 volte ai Golden Globe, vincendolo nel 1987 per il film TV La promessa (1986). Ha vinto inoltre tre Emmy Awards.

## Vita privata
Membro del Mensa, tra i suoi hobby vi sono il golf e la cucina. Si è sposato nel 1980 con la costumista Kathryn Morrison; i due divorziarono tre anni dopo. Nel 1989 si è risposato con l'attrice Sarah Owen, ma il loro matrimonio durò solo un anno. Dal 1997 al 2000 ha avuto una relazione con l'attrice Missy Crider. Negli ultimi anni è diventato uno strenuo sostenitore del Partito Repubblicano statunitense e del presidente Donald Trump.

## Filmografia

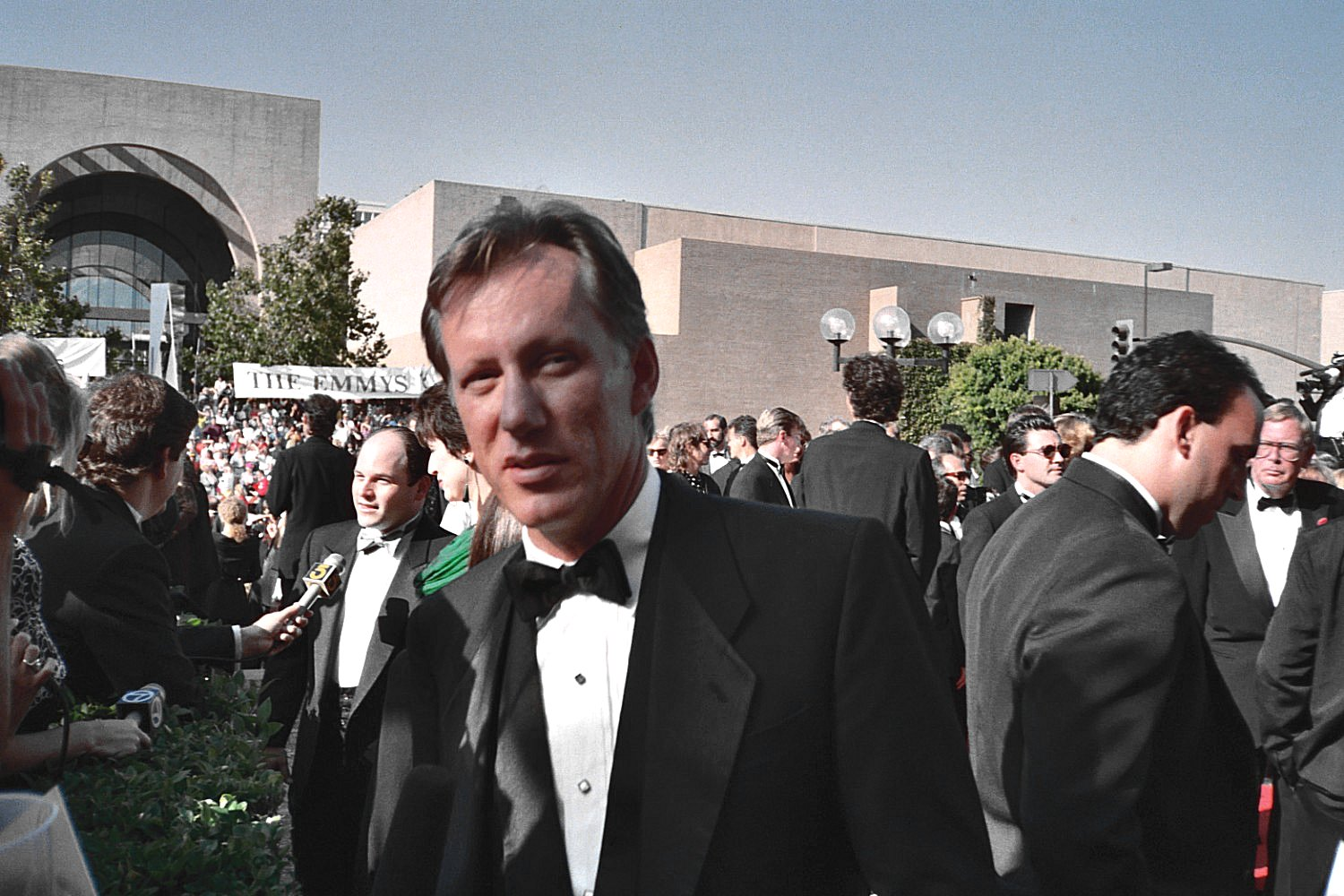
James Woods ai Premi Emmy 1992

### Attore

#### Cinema
- I visitatori (The Visitors), regia di Elia Kazan (1972)
- La morte arriva con la valigia bianca (Hickey & Boggs), regia di Robert Culp (1972)
- Come eravamo (The Way We Were), regia di Sydney Pollack (1973)
- 40.000 dollari per non morire (The Gambler), regia di Karel Reisz (1974)
- Bersaglio di notte (Night Moves), regia di Arthur Penn (1975)
- La zingara di Alex (Alex & the Gypsy), regia di John Korty (1976)
- I ragazzi del coro (The Choirboys), regia di Robert Aldrich (1977)
- Il campo di cipolle (The Onion Field), regia di Harold Becker (1979)
- Uno scomodo testimone (Eyewitness), regia di Peter Yates (1981)
- Punto debole (Split Image), regia di Ted Kotcheff (1982)
- Videodrome, regia di David Cronenberg (1983)
- C'era una volta in America, regia di Sergio Leone (1984)
- Due vite in gioco (Against All Odds), regia di Taylor Hackford (1984)
- L'occhio del gatto (Cat's Eye), regia di Lewis Teague (1985)
- Salvador, regia di Oliver Stone (1986)
- Best Seller, regia di John Flynn (1987)
- Cocaina (The Boost), regia di Harold Becker (1988)
- Indagine ad alto rischio (Cop), regia di James B. Harris (1988)
- Verdetto finale (True Believer), regia di Joseph Ruben (1989)
- Legami di famiglia (Immediate Family), regia di Jonathan Kaplan (1989)
- Insieme per forza (The Hard Way), regia di John Badham (1991)
- La notte dell'imbroglio (Diggstown), regia di Michael Ritchie (1992)
- Charlot, regia di Richard Attenborough (1992)
- Linea diretta (Straight Talk), regia di Barnet Kellman (1992)
- Getaway (The Getaway), regia di Roger Donaldson (1994)
- Curse of the Starving Class, regia di J. Michael McClary (1994)
- Lo specialista (The Specialist), regia di Luis Llosa (1994)
- Killer - Diario di un assassino (Killer: A Journal of Murder), regia di Tim Metcalfe (1995)
- Casinò (Casino), regia di Martin Scorsese (1995)
- Gli intrighi del potere - Nixon (Nixon), regia di Oliver Stone (1995)
- L'agguato - Ghosts from the Past (Ghosts of Mississippi), regia di Rob Reiner (1996)
- Colpo di fulmine (Kicked in the head), regia di Matthew Harrison (1997)
- Contact, regia di Robert Zemeckis (1997)
- Un altro giorno in paradiso (Another Day in Paradise), regia di Larry Clark (1998)
- Vampires (John Carpenter's Vampires), regia di John Carpenter (1998)
- Il giardino delle vergini suicide (The Virgin Suicides), regia di Sofia Coppola (1999)
- Fino a prova contraria (True Crime), regia di Clint Eastwood (1999)
- La figlia del generale (The General's Daughter), regia di Simon West (1999)
- Ogni maledetta domenica - Any Given Sunday (Any Given Sunday), regia di Oliver Stone (1999)
- Scary Movie 2, regia di Keenen Ivory Wayans (2001)
- I ragazzi della mia vita (Riding in Cars with Boys), regia di Penny Marshall (2001)
- Avventura nello spazio (Race to Space), regia di Sean McNamara (2001)
- John Q, regia di Nick Cassavetes (2002)
- This Girl's life, regia di Ash (2003)
- Be Cool, regia di F. Gary Gray (2005)
- Pretty Persuasion, regia di Marcos Siega (2005)
- End Game, regia di Andy Cheng (2006)
- An American Carol, regia di David Zucker (2008)
- Straw Dogs, regia di Rod Lurie (2011)
- Officer Down - Un passato sepolto (Officer Down), regia di Brian A Miller (2013)
- Jobs, regia di Joshua Michael Stern (2013)
- Sotto assedio - White House Down (White House Down), regia di Roland Emmerich (2013)
- Jamesy Boy, regia di Trevor White (2014)

#### Televisione
- Kojak – serie TV, episodio 1x13 (1974)
- Le strade di San Francisco (The Streets of San Francisco) – serie TV, episodio 4x08 (1975)
- A tutte le auto della polizia (The Rookies) – serie TV, episodio 4x09 (1975)
- Sulle strade della California (Police Story) – serie TV, episodio 4x07 (1976)
- Uno sceriffo a New York (McCloud) – serie TV (1976)
- La scomparsa di Aimée (The Disappearance of Aimée), regia di Anthony Harvey – film TV (1976)
- I leoni della guerra (Raid on Entebbe) regia di Irvin Kershner – film TV (1977)
- Olocausto (Holocaust), regia di Marvin J. Chomsky – miniserie TV (1977)
- Il sigillo dell'assassino (Badge of the Assassin), regia di Mel Damski – film TV (1985)
- La promessa (Promise), regia di Glenn Jordan – film TV (1986)
- Nemici per la pelle o Vicini troppo vicini (Next Door),[3] regia di Tony Bill – film TV (1994)
- L'asilo maledetto (Indictment: The McMartin Trial), regia di Mick Jackson – film TV (1995)
- Rudy: The Rudy Giuliani Story – film TV (2003)
- E.R. - Medici in prima linea (ER) – serie TV, episodio 12x13 (2006)
- Shark - Giustizia a tutti i costi (Shark) – serie TV, 38 episodi (2006-2008)
- Too Big to Fail - Il crollo dei giganti (Too Big to Fail), regia di Curtis Hanson – film TV (2011)
- Coma, regia di Mikael Salomon – miniserie TV (2012)
- Mary e Martha (Mary and Martha), regia di Phillip Noyce – film TV (2013)
- Ray Donovan – serie TV, 6 episodi (2013)

### Doppiatore
- Hercules, regia di Ron Clements e John Musker (1997)
- Ricreazione - La scuola è finita (Recess: School's Out), regia di Chuck Sheetz (2001)
- House of Mouse - Il Topoclub, 10 episodi (2001-2002)
- Final Fantasy (Final Fantasy: The Spirits Within), regia di Hironobu Sakaguchi e Motonori Sakakibara (2001)
- Hercules (1998), serie animata
- Stuart Little 2, regia di Rob Minkoff (2002)
- Topolino & i cattivi Disney (Mickey's House of Villains), regia di Tony Graig, Jamie Mitchell e Mike Moon (2002)
- I Griffin, 7 episodi (2005-2014)
- Surf's Up - I re delle onde (Surf's Up), regia di Ash Brannon e Chris Buck (2007)
- I Simpson - The Simpsons, episodi vari
- Justice League: La crisi dei due mondi (Justice League: Crisis on Two Earths), regia di Sam Liu e Lauren Montgomery (2010)
- Bling, regia di Lee Kyung Ho e Lee Wonjae (2016)
- Justice League Action, 7 episodi (2016-2017)
- Once Upon a Studio, regia di Dan Abraham e Trent Correy (2023)

#### Videogiochi
- Disney's Hercules (1997)
- Of Light and Darkness: The Prophecy (1998)
- Kingdom Hearts (2002)
- Grand Theft Auto: San Andreas (2004)
- Kingdom Hearts II (2005)
- Scarface: The World Is Yours (2006)
- Kingdom Hearts: Birth by Sleep (2010)
- Kingdom Hearts Re:coded (2014)
- Kingdom Hearts III (2019)

## Doppiatori italiani
Nelle versioni in italiano delle opere in cui ha recitato, James Woods è stato doppiato da:
- Gino La Monica in Cocaina, La notte dell'imbroglio, E.R. - Medici in prima linea, Killer - Diario di un assassino, Fino a prova contraria, Ogni maledetta domenica - Any Given Sunday, Rudy: The Rudy Giuliani Story, Be Cool
- Rodolfo Bianchi in Kojak, This Girl's Life, Shark - Giustizia a tutti i costi, Too Big to Fail - Il crollo dei giganti, Coma, Ray Donovan
- Manlio De Angelis in Bersaglio di notte, Lo specialista, La figlia del generale, I ragazzi della mia vita, Straw Dogs
- Mario Cordova in Indagine ad alto rischio, Getaway, Contact, End Game, Officer Down - Un passato sepolto
- Gianni Giuliano in Charlot, Linea diretta, Il giardino delle vergini suicide, Sotto assedio - White House Down
- Roberto Chevalier in Verdetto finale, Insieme per forza, Fallen Angels, Nemici per la pelle
- Ferruccio Amendola in Salvador, Best Seller
- Massimo Venturiello in Casinò, L'agguato - Ghosts from the Past
- Sergio Di Stefano in Gli intrighi del potere - Nixon, John Q
- Fabrizio Pucci in Pretty Persuasion, Entourage
- Gianfranco Bellini in Come eravamo
- Giulio Platone in 40.000 dollari per non morire
- Claudio Capone in I ragazzi del coro
- Romano Ghini in Olocausto
- Nando Gazzolo in Il campo di cipolle
- Diego Reggente in Videodrome
- Sergio Fantoni in C'era una volta in America
- Sergio Di Giulio in Due vite in gioco
- Pino Colizzi in L'occhio del gatto
- Claudio De Davide in Un cuore per cambiare
- Marco Mete in Legami di famiglia
- Roberto Rizzi in L'asilo maledetto
- Massimo Lodolo in Colpo di fulmine
- Fabrizio Temperini in The Summer of Ben Tyler
- Claudio Moneta in Un altro giorno in paradiso
- Francesco Pannofino in Vampires
- Stefano De Sando in Scary Movie 2
- Oliviero Dinelli in Avventura nello spazio
- Carlo Valli in Jobs
- Paolo De Santis in 40.000 dollari per non morire (ridoppiaggio)
- Marco Balzarotti in Olocausto (ridoppiaggio)
- Luca Ward in C'era una volta in America (ridoppiaggio)

Da doppiatore è sostituito da:
- Massimo Venturiello in Hercules, Disney's Hercules, Hercules (serie animata), House of Mouse - Il Topoclub (prima voce), Ricreazione - La scuola è finita
- Rodolfo Bianchi ne I Simpson, House of Mouse - Il Topoclub (seconda voce), Topolino & i cattivi Disney[4]
- Stefano De Sando ne I Griffin
- Roberto Chevalier in Final Fantasy
- Oreste Rizzini in Stuart Little 2
- Pino Ammendola in Surf's Up - I re delle onde
- Fabrizio Temperini in Justice League Action
- Dario Oppido in Once Upon a Studio